# Romário Roque
Romário José Roque Martínez (Barranquilla, 17 dicembre 1998) è un cestista colombiano.

## Carriera
Nativo di Barranquilla, è cresciuto nel quartiere di Las Delicias. Inizia la sua carriera giovanile al Trotamundos Club di Barranquilla prima di venire notato dal Club Marinillos de Medellín che lo porta nella capitale.
Nel 2020 si laurea campione di Colombia con i Titanes de Barranquilla e dal 2021 fa per la prima volta il suo esordio in Europa firmando con il BBC Nyon.

## Nazionale
Nel 2015 è tra i protagonisti del Campionato sudamericano di pallacanestro Under-17 2015 risultando come secondo miglior marcatore del torneo. Nel 2019 esordisce invece con la nazionale colombiana.

## Palmarès
- Campionato colombiano: 2

Titanes de Barranquilla: 2020
Caribbean Storm Islands: 2023